# (1258) Сицилия
(1258) Сицилия (лат. Sicilia) — астероид главного пояса, который был открыт 8 августа 1932 года немецким астрономом Карлом Рейнмутом в обсерватории Хайдельберг в Германии. Астероид назван в честь итальянскиго средиземноморского острова Сицилия.
Период оборащения астероида Сицилия вокруг Солнца составляет 5,686 лет.